# Hakea recurva
Hakea recurva är en tvåhjärtbladig växtart. Hakea recurva ingår i släktet Hakea och familjen Proteaceae.

## Underarter
Arten delas in i följande underarter:
- H. r. arida
- H. r. recurva